# Bonniers uppslagsbok
Bonniers uppslagsbok – em português Enciclopédia Bonnier – é uma enciclopédia generalista sueca em 1 volume, publicada em 2007 pela editora Bonnier AB.
Contém 41 000 verbetes, 1 500 fotografias, 1 450 ilustrações e 360 mapas, em 1 143 páginas.